# Выборы в Московскую городскую думу (2009)

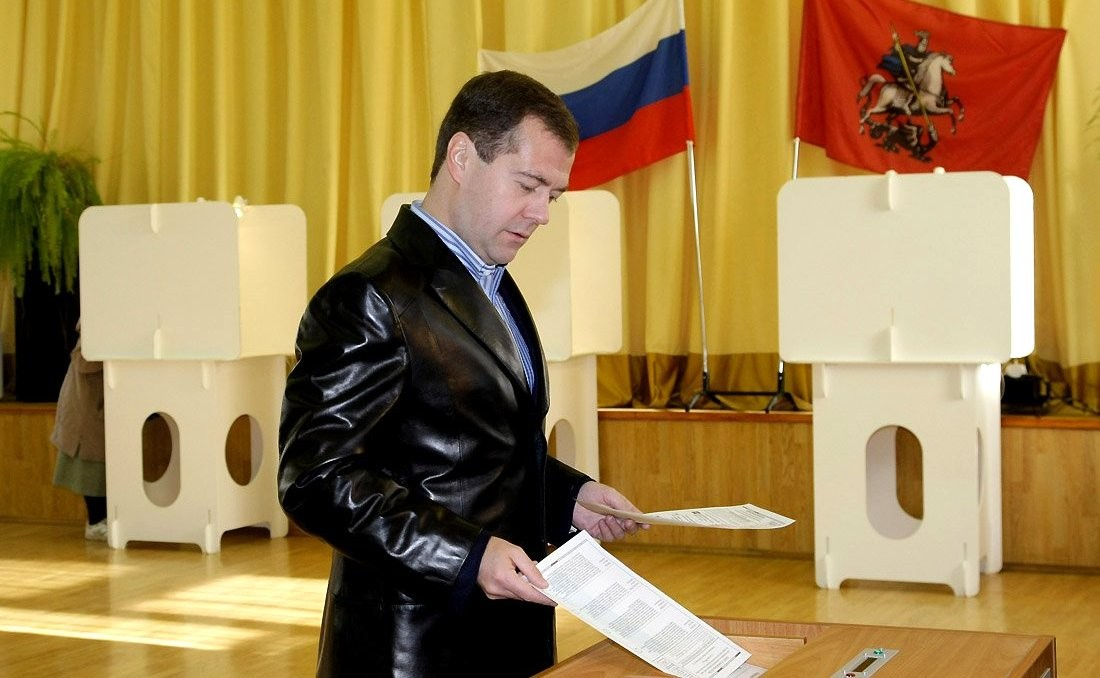
Президент России Дмитрий Медведев голосует на выборах депутатов Московской городской думы

Выборы в Московскую городскую думу пятого созыва состоялись 11 октября 2009 года. По партийным спискам было выбрано 18 из 35 депутатов, 17 депутатов прошли по одномандатным округам. Для попадания в думу партиям необходимо было преодолеть 7−процентный барьер. Срок полномочий новой думы составит пять лет (ранее составлял четыре года).
В выборах в Московскую городскую думу участвовали шесть партий: Единая Россия, Коммунистическая партия Российской Федерации, ЛДПР, Справедливая Россия, Яблоко и Патриоты России. Партия Правое дело не выдвигала партийного списка, однако пыталась зарегистрировать кандидатов от одномандатных округов.
По итогам голосования по партийным спискам победила «Единая Россия» (66,25 % голосов), второе место заняла КПРФ (13,30 % голосов). Остальные партии не смогли преодолеть 7−процентный барьер: ЛДПР (6,13 %), «Справедливая Россия» (5,33 %), «Яблоко» (4,71 %) и «Патриоты России» (1,81 %). По всем 17 одномандатным округам победили кандидаты «Единой России». Из 35 мест в Московской городской думе 32 места достались «Единой России» и 3 места — КПРФ. Явка избирателей составила 35,26 %.

## Подготовка
Выборы депутатов Московской городской думы пятого созыва, как и предыдущие, проходили по смешанной системе. Однако соотношение мажоритарной и пропорциональной части изменилось, приблизившись к равному. Убедившись, что по одномандатным округам удается обеспечить гарантированную победу «Единой России», московские законодатели в апреле 2009 года увеличили мажоритарную часть до максимально возможной, то есть до 17 депутатов. Соответственно пропорциональная часть сократилась до 18 депутатов, при этом партийные списки нужно было разбивать уже на 17 частей. В соответствии с требованиями федерального законодательства заградительный барьер был понижен до 7 %. Однако перед самыми выборами была сделана попытка ввести для распределения мандатов метод делителей Империали, дающий существенные преимущества партии-лидеру, и одновременно отменить заградительный барьер, который при таких условиях уже был не нужен. Но в конечном итоге барьер был сохранён, а для распределения мандатов был взят модифицированный метод д’Ондта, который также может давать преимущества партии-лидеру, но не такие значительные, как метод Империали.
8 июля 2009 года Московская городская дума назначила выборы на 11 октября.
4 августа 2009 года Правительства Москвы приняло постановление об организационном и материально-техническом обеспечении выборов, руководить этой работой было поручено заместителю мэра Москвы, Виноградову Валерию Юрьевичу.

## Выдвижение кандидатов
О своём участии в выборах заявили Единая Россия, КПРФ, Справедливая Россия, Яблоко, ЛДПР, Правое дело, Патриоты России, Солидарность.
14 июля состоялась конференция Московского городского отделения КПРФ, на которой были выдвинуты кандидаты в депутаты. В этот же день свою первую тройку назвали в ЛДПР, но предвыборную конференцию назначили только лишь на 3 августа. 27 июля выдвинули свой список Патриоты России.
Партии «Яблоко» и «Правое дело» вели переговоры на тему выдвижения единого списка. Инициатором выступил сопредседатель «Правого дела» Борис Титов, который готов на период выборов выйти из состава своей партии, чтобы возглавить предвыборный список «Яблока». При этом 2 других сопредседателя Леонид Гозман и Георгий Бовт выступили за самостоятельное участие партии в выборах. 22 июля «Яблоко» выдвинуло свой список, а «Правое дело» отказалось от участия в выборах, однако руководитель московского отделения адвокат Игорь Трунов 26 июля заявил, что будет баллотироваться в качестве самовыдвиженца по одному из одномандатных округов. Документы на регистрацию подали также член федерального политсовета «Правого дела» Борис Надеждин, а также члены политсовета московской организации Елена Гусева и Сираждин Рамазанов.
4 августа 2009 года состоялась конференции городского регионального отделения партии «Единая Россия». Конференция утвердила список депутатов на московские выборы, ранее, 29 июля, одобренный президиумом генсовета партии. По наблюдениям корреспондентов журнала «Коммерсантъ-Власть» до конца июля предвыборный штаб партии власти не начинал никакой реальной избирательной кампании. Издание связывало промедление с внутренней борьбой в партии между федеральным и горским руководством.
Последними, 5 августа, партийную конференцию провели в «Справедливой России». За несколько дней до этого был объявлен головной список на городских выборах.
Попытку выставить свой список предприняла организация Российский общенародный союз, но её список даже не рассматривался, так как организация не имеет право участвовать в выборах.
23 августа «Яблоко» и «Патриоты России» заявили, что собрали нужное количество подписей для регистрации своих списков.

## Участники

### Списки партий
|  | Партия              | Номер в бюллетене | Общегородская часть списка | Кандидатов в списке | Дата выдвижения | Дата регистрации |
|  | ------------------- | ----------------- | --- | ------------------- | --------------- | ---------------- |
|  | ЛДПР                | 1                 | 1) Председатель ЛДПР Владимир Жириновский 2) руководитель московской городской организации Виктор Соболев 3) руководитель центральной ревизионной комиссии ЛДПР Олег Лавров                                                                | 52                  | 03.08.2009      | 17.08.2009       |
|  | Патриоты России     | 2                 | 1) Председатель партии Геннадий Семигин 2) актёр Сергей Маховиков 3) экс-депутат Госдумы Сергей Глотов | 38                  | 27.07.2009      | 04.09.2009       |
|  | Единая Россия       | 3                 | 1) Мэр Москвы Юрий Лужков 2) первый заместитель мэра по социальным вопросам Людмила Швецова 3) председатель Мосгордумы Владимир Платонов                                                                                                   | 54                  | 04.08.2009      | 03.08.2009       |
|  | КПРФ                | 4                 | 1) Режиссёр, последний министр культуры СССР, депутат МГД Николай Губенко 2) первый секретарь московского горкома КПРФ, депутат Госдумы Владимир Улас 3) первый заместитель генерального директора ОАО «ВО „Технопромэкспорт“» Вадим Кумин | 47                  | 14.07.2009      | 30.07.2009       |
|  | Справедливая Россия | 5                 | 1) Лидер фракции в Государственной Думе Николай Левичев 2) депутат Госдумы Галина Хованская | 53                  | 05.08.2009      | 24.08.2009       |
|  | Яблоко              | 6                 | 1) Председатель партии Сергей Митрохин 2) депутат МГД Евгений Бунимович | 49                  | 22.07.2009      | 04.09.2009       |

### Кандидаты по одномандатным округам
Жирным шрифтом выделены объявленные Мосгоризбиркомом победители.

| ОИК № | ФИО                            | Партия              |
| ----- | ------------------------------ | ------------------- |
| 1     | Басалай Сергей Иванович        | ЛДПР                |
| 1     | Бородина Наталия Алексеевна    | Справедливая Россия |
| 1     | Павлов Александр Валерьевич    | КПРФ                |
| 1     | Святенко Инна Юрьевна          | Единая Россия       |
| 1     | Селезнев Николай Митрофанович  | Самовыдвижение      |
| 2     | Антонов Игорь Евгеньевич       | Единая Россия       |
| 2     | Гуменюк Вячеслав Степанович    | Справедливая Россия |
| 2     | Гусева Елена Борисовна         | Самовыдвижение      |
| 2     | Коншина Наталья Николаевна     | ЛДПР                |
| 2     | Рабаданов Рустам Заятдинович   | Самовыдвижение      |
| 2     | Улас Владимир Дмитриевич       | КПРФ                |
| 3     | Власов Андрей Владимирович     | ЛДПР                |
| 3     | Иванов Виктор Павлович         | Единая Россия       |
| 3     | Морозов Владимир Иванович      | Самовыдвижение      |
| 3     | Никитин Сергей Викторович      | КПРФ                |
| 3     | Федорук Виктор Никанорович     | Справедливая Россия |
| 4     | Никонов Дмитрий Владимирович   | Самовыдвижение      |
| 4     | Попов Владимир Данилович       | КПРФ                |
| 4     | Соколов Антон Геннадьевич      | ЛДПР                |
| 4     | Шапошников Валерий Алексеевич  | Единая Россия       |
| 5     | Иванов Александр Александрович | ЛДПР                |
| 5     | Лакеев Владимир Иванович       | КПРФ                |
| 5     | Лебедев Сергей Эдуардович      | Самовыдвижение      |
| 5     | Портнова Татьяна Арториджевна  | Единая Россия       |
| 5     | Черепанов Сергей Владимирович  | Справедливая Россия |
| 6     | Алексеев Олег Борисович        | Самовыдвижение      |
| 6     | Кошелев Владимир Семенович     | КПРФ                |
| 6     | Метельский Андрей Николаевич   | Единая Россия       |
| 6     | Стребков Кирилл Петрович       | ЛДПР                |
| 6     | Тулепов Мирас Казбекович       | Справедливая Россия |
| 7     | Абрамов Алексей Львович        | Самовыдвижение      |
| 7     | Подобедов Виктор Никитич       | ЛДПР                |
| 7     | Потапов Александр Владимирович | КПРФ                |
| 7     | Степаненко Вера Станиславовна  | Единая Россия       |
| 7     | Субботин Евгений Никитович     | Справедливая Россия |
| 8     | Говорин Максим Сергеевич       | ЛДПР                |
| 8     | Куваев Александр Александрович | Справедливая Россия |
| 8     | Стебенкова Людмила Васильевна  | Единая Россия       |
| 8     | Туренко Анатолий Анатольевич   | КПРФ                |

| ОИК № | ФИО                                | Партия              |
| ----- | ---------------------------------- | ------------------- |
| 9     | Турта Сергей Александрович         | Единая Россия       |
| 9     | Шишкин Александр Валерьевич        | ЛДПР                |
| 9     | Шишкин Сергей Владимирович         | Справедливая Россия |
| 10    | Антонцев Михаил Иванович           | Единая Россия       |
| 10    | Гранкин Владимир Владимирович      | Справедливая Россия |
| 10    | Гурьев Олег Борисович              | ЛДПР                |
| 10    | Жигалов Анатолий Тимофеевич        | КПРФ                |
| 10    | Шишов Алексей Валентинович         | Самовыдвижение      |
| 11    | Агеев Евгений Иванович             | Самовыдвижение      |
| 11    | Горчакова Лариса Федоровна         | Справедливая Россия |
| 11    | Орлов Степан Владимирович          | Единая Россия       |
| 11    | Першин Максим Александрович        | ЛДПР                |
| 11    | Тимохов Сергей Константинович      | КПРФ                |
| 12    | Бочаров Олег Евгеньевич            | Единая Россия       |
| 12    | Жирнов Владимир Сергеевич          | Справедливая Россия |
| 12    | Ишмуратов Равиль Рашитович         | ЛДПР                |
| 12    | Таранёв Николай Михайлович         | КПРФ                |
| 13    | Лягушин Владимир Евгеньевич        | ЛДПР                |
| 13    | Митропольский Сергей Александрович | КПРФ                |
| 13    | Палеев Антон Рафаэльевич           | Единая Россия       |
| 13    | Романов Евгений Евгеньевич         | Самовыдвижение      |
| 14    | Губенко Николай Николаевич         | КПРФ                |
| 14    | Платонов Владимир Михайлович       | Единая Россия       |
| 14    | Фольварков Алексей Борисович       | ЛДПР                |
| 14    | Чирков Максим Андреевич            | Справедливая Россия |
| 15    | Борщев Владимир Васильевич         | ЛДПР                |
| 15    | Милявский Александр Борисович      | Единая Россия       |
| 15    | Новиков Юрий Михайлович            | КПРФ                |
| 16    | Басманов Александр Никитович       | Справедливая Россия |
| 16    | Герасимов Евгений Владимирович     | Единая Россия       |
| 16    | Громов Максим Сергеевич            | ЛДПР                |
| 16    | Чупанов Андрей Сергеевич           | КПРФ                |
| 17    | Золочевский Виталий Сергеевич      | ЛДПР                |
| 17    | Комиссаров Александр Николаевич    | Патриоты России     |
| 17    | Павлова Елена Анатольевна          | КПРФ                |
| 17    | Скобинов Валерий Петрович          | Единая Россия       |
| 17    | Хованская Галина Петровна          | Справедливая Россия |
| 17    | Яковлев Дмитрий Русланович         | Самовыдвижение      |

#### Отказы в регистрации
По одномандатным округам свои кандидатуры выдвинули ряд представителей движения «Солидарность» (Иван Стариков, Николай Ляскин, Роман Доброхотов, Игорь Драндин, Владимир Милов, Илья Яшин, Сергей Давидис).
Всем им было отказано в регистрации.
Также в регистрации было отказано представителям «Правого дела» Игорю Трунову, Борису Надеждину и Сираждин Рамазанову. Из всех самовыдвиженцев от «Правого дела» прошла регистрацию только Елена Гусева. Основная причина отказов в регистрации — ненадлежащее состояние подписного листа или превышающий 10 % уровень недействительных подписей.

#### Лишения регистрации
3 октября 2009 года Мосгорсуд постановил снять Галину Хованскую с выборов. Решение было принято по иску Сергея Митрохина. По данным Infox.ru Яблочники обвинили Хованскую в нарушении правил агитации. Заместитель Митрохина Семён Бурд не согласился с действиями руководителя, сложил с себя полномочия и вышел из избирательного списка Яблока.
9 октября, незадолго до дня голосования, Верховный суд России отменил решение нижестоящей инстанции.

## Прогнозы
Политолог Алексей Макаркин прогнозировал, что победу на выборах одержит «Единая Россия», получив квалифицированное большинство. По его мнению, в думу также обязательно должна пройти КПРФ, есть шансы на прохождение у ЛДПР и «Справедливой России». Всего, по прогнозу политолога, оппозиция получала шесть-семь мест.

### Опросы
Согласно опросам «Левада-Центра», большинство российских граждан были готовы проголосовать за партию «Единая Россия».
Какую из этих партий Вы лично готовы поддержать на выборах в Московскую городскую думу?
| Источник                                | Единая Россия | Справедливая Россия | КПРФ   | ЛДПР  | Яблоко | Патриоты России | Народный союз | Правое дело | Ни одну из партий |
| --------------------------------------- | ------------- | ------------------- | ------ | ----- | ------ | --------------- | ------------- | ----------- | ----------------- |
| Левада-Центр 2-13 июля 2009             | 52 %          | 17 %                | 15 %   | 6 %   | 2 %    | 1 %             | 1 %           | <1 %        | 5 %               |
| Левада-Центр 28 сентября-2 октября 2009 | 55,4 %        | 5,4 %               | 16,6 % | 8,3 % | 2,8 %  | 1,6 %           |               |             | 10 %              |

Результаты «Мониторинга электоральных предпочтений на выборах 2009 года в Московскую городскую думу», который провёл Левада-Центр, дали основания определить общий объём фальсификаций на выборах в Мосгордуму 11 октября 2009 года в 660 тыс. голосов, в том числе 600 тыс. дополнительных голосов в пользу «Единой России» и 50 тыс. голосов — в пользу «Яблока».

## Официальные итоги
| Партия              | Голосов | Процент | Мест по партийным спискам | Всего мест |
| ------------------- | ------- | ------- | ------------------------- | ---------- |
| ЛДПР                | 151498  | 6,13 %  | 0                         | 0          |
| Патриоты России     | 44746   | 1,81 %  | 0                         | 0          |
| Единая Россия       | 1637403 | 66,25 % | 15                        | 32         |
| КПРФ                | 328641  | 13,30 % | 3                         | 3          |
| Справедливая Россия | 131842  | 5,33 %  | 0                         | 0          |
| Яблоко              | 116353  | 4,71 %  | 0                         | 0          |
| !Недействительных   | 61125   |         |                           |            |
| Явка                | Явка    | Явка    | Явка                      | 35,26%     |

По итогам голосования по партийным спискам победила «Единая Россия», второе место заняла КПРФ, остальные партии (ЛДПР, «Справедливая Россия», «Яблоко», «Патриоты России») не смогли преодолеть 7−процентный барьер. По всем 17 одномандатным округам победили кандидаты «Единой России». Из 35 мест в Московской городской думе 32 места достались «Единой России» и 3 места — КПРФ.

### Карты голосования
| «Единая Россия» | «Яблоко»              |
| «Единая Россия» | «Справедливая Россия» |
| КПРФ            | ЛДПР                  |
| КПРФ            | «Патриоты России»     |
| Явка            |                       |

## Утверждения о массовых фальсификациях
Представители партии «Яблоко» заявили, что на выборах имели место нарушения. Например, на участке, где голосовал лидер «Яблока» Сергей Митрохин с семьёй отчёт избирательной комиссии показал, что не было подано ни одного голоса за партию «Яблоко» (при этом ни один бюллетень не был признан недействительным).
Крайне негативно оценила прошедшие выборы КПРФ. Заместитель председателя ЦК КПРФ, руководитель штаба по выборам Иван Мельников заявил: «Результат нашей партии был снижен за счёт колоссального вброса бюллетеней в пользу партии власти, за счёт тонн открепительных удостоверений и остальных грязных технологий. И главное — за счёт вандализма в отношении наших членов комиссий и наблюдателей, которых выгоняли с участков и даже избивали, не давая возможности поставить преграду нарушениям».
Кандидат от «Справедливой России» Галина Хованская высказалась о «чудовищных» фактах нарушений на выборах. Председатель политической партии «Справедливая Россия» Николай Левичев в 2013 году заявил, что явка в 2009 году была завышена, и оценил реальную явку в миллион человек.
Эксперт по выборам, Александр Кынев, полагал, что выборы в Москве стоят особняком в ряде выборов происходивших 11 октября, везде господствовала тенденция к снижению результатов партии власти по сравнению с предыдущими выборами. Москва же выбивалась из общего тренда, и результаты в ней по мнению политолога противоречили здравому смыслу.
«АиФ» и Gazeta.ru опубликовали материалы исследований о возможных фальсификациях на выборах. Материалы, говорящие о существенных странностях результатов выборов, издавали также газета «Троицкий вариант — Наука», The New York Times, Ведомости, Левада-Центр, Новая Газета, Независимая газета, The New Times, журнал «Коммерсантъ Власть», газета МК и радио «Эхо Москвы».
Научный редактор журнала «Эксперт» Александр Привалов, спустя год после выборов оценивал их как огромный скандал, считал что «Единая Россия» получила на самом деле 40 % с копейками, а всё остальное накрутил Лужков, тем самым страшно навредив партии власти.
Политолог Дмитрий Орешкин через два года после выборов полагал, что на них приписки составили порядка 17 процентов.

### Демарш парламентской оппозиции
В среду, 14 октября 2009 года, сразу все три оппозиционные фракции покинули заседание в Государственной Думе.
Они заявили, что делают это в знак протеста против итогов региональных выборов, которые прошли в воскресенье, в том числе и в Москве.
Представители фракций были убеждены, что на выборах были массовые фальсификации в пользу «Единой России».
Лидер партии ЛДПР Владимир Жириновский заявил, что партия «Единая Россия» обманным путём завладела голосами избирателей и с мошенниками они не могут находиться в одном зале.
Депутат от КПРФ Николай Харитонов предлагал создать парламентскую комиссию по пересчету бюллетеней.
Руководители парламентской оппозиции потребовали встречи с президентом.
В Мосгоризбиркоме представитель ЛДПР Иван Петров и представитель КПРФ Дмитрий Ежевский отказались подписывать протокол о признании выборов состоявшимися. Ранее Мосгоризбирком отказался рассматривать все жалобы, поступившие в ходе выборов, прозвучали заявления, что все материалы передадут в прокуратуру.
Через неделю, к 21 октября, все фракции вернулись в зал заседаний. Было выполнено одно из требований парламентской оппозиции о встречи с президентом.

#### Критика демарша
Политолог Павел Данилин считал, что «оппозиция пустилась на акции политического шантажа, попытались заблокировать работу Госдумы, не располагая никакими доказательствами того, что на выборах были допущены какие бы то ни было нарушения! … Де-факто оппозиция предложила заменить систему демократического волеизъявления на произвольную систему назначения победителя в соответствии с тем, насколько громко той или иной партии удастся крикнуть о своей победе».
Политолог Дмитрий Орлов считал, что никаких фальсификаций не было, а ЛДПР, «Справедливая Россия» и «Яблоко» не прошли в московский парламент, потому что не смогли мобилизовать свой электорат. Нельзя вечно рассчитывать на низкую явку, полагал эксперт.
Руководитель исполкома московской организации партии «Единой России» Виктор Селиверстов утверждал, что оппозиционные партии не представили доказательств нарушений потому, что в день выборов представителей партий массово пренебрегли своими обязанностями. Руководитель ЦИКа «Единой России» Андрей Воробьев так же отмечал, что оппозиционные партии не обеспечили своих представителей во многих избирательных комиссиях.

#### Иные оценки
Политолог Дмитрий Орешкин оценивал действия оппозиционеров положительно, считал что депутаты продемонстрировали что у них есть чувство собственного достоинства.

### Свидетельства

#### Пароль «ЛУЖКОВ»
Активисты движения Солидарность сняли видеоролик, в котором член «Единой России» Андрей Клюкин, входивший в территориальную избирательную комиссию, рассказывает об организационной массовой кампании по вбросу голосов за Единую Россию. Со слов Клюкина, только по району Орехово-Борисово курсировали 35 машин типа Газель, в каждой из которых сидели по 5 человек. Они приезжали на каждый из 31 участка в районе, говорили секретарю комиссии пароль «ЛУЖКОВ», после чего получали бюллетени и голосовали за «Единую Россию». Затем акция была повторена. Таким образом «Единая Россия» в районе Зябликово получила около 10 тысяч голосов дополнительно.
Впоследствии Андрей Клюкин отрёкся от своих слов, объяснив свой рассказ алкогольным опьянением.

#### Другие свидетельства
Наблюдатели партии «Яблоко» представили прессе копии протоколов, полученных на участках № 1701 и № 1702. Эти протоколы содержат данные, очень сильно отличающиеся от представленных на официальном сайте Мосгоризбиркома. Пресс-секретарь партии, Игорь Яковлев сетовал, что разница составляет несколько сот голосов, отданных в пользу «медведей».
| Партия | Партия              | Данные партии «Яблоко» | Официальные данные |
| ------ | ------------------- | ---------------------- | ------------------ |
|        | ЛДПР                | 54 (6.8 %)             | 54 (6.59 %)        |
|        | Патриоты России     | 10 (1.26 %)            | 2 (0.24 %)         |
|        | Единая Россия       | 482 (60.8 %)           | 617 (75.24 %)      |
|        | КПРФ                | 121 (15.3 %)           | 81 (9.88 %)        |
|        | Справедливая Россия | 81 (10.2 %)            | 61 (7.44 %)        |
|        | Яблоко              | 25 (3.2 %)             | 5 (0.61 %)         |

| Партия | Партия              | Данные партии «Яблоко» | Официальные данные |
| ------ | ------------------- | ---------------------- | ------------------ |
|        | ЛДПР                | 37 (8.28 %)            | 37 (3.71 %)        |
|        | Патриоты России     | 11 (2.46 %)            | 11 (1.10 %)        |
|        | Единая Россия       | 192 (42.95 %)          | 742 (74.42 %)      |
|        | КПРФ                | 98 (21.92 %)           | 98 (9.83 %)        |
|        | Справедливая Россия | 50 (11.19 %)           | 50 (5.02 %)        |
|        | Яблоко              | 38 (8.50 %)            | 38 (3.81 %)        |

Партия заявляла, что подобные расхождения были выявлены её активистами по 30 избирательным участкам.
Суд отказал партии «Яблоко» в отмене результатов на участке № 1701; председатель комиссии Иван Деуля пояснил, что заметил ошибочку уже после выдачи протоколов наблюдателям, когда они уже разошлись, и в результате принял решение сделать пересчёт голосов, по результатам которого партия власти дополнительно получила 135 голосов. Явка тоже увеличилась, а результаты остальных партий уменьшились.

### Выявление казусов

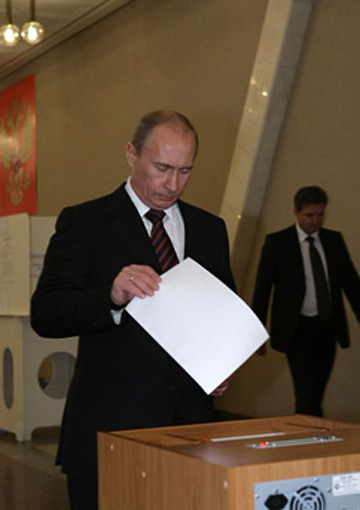
Председателя Правительства Владимир Путин голосует на выборах депутатов Московской городской думы

#### Сравнение отдельных участков
| Партия | Партия              | Процент |
| ------ | ------------------- | ------- |
|        | ЛДПР                | 2,70 %  |
|        | Патриоты России     | 2,70 %  |
|        | Единая Россия       | 26,13 % |
|        | КПРФ                | 33,78 % |
|        | Справедливая Россия | 8,56 %  |
|        | Яблоко              | 24,10 % |

| Партия | Партия              | Процент |
| ------ | ------------------- | ------- |
|        | ЛДПР                | 3,3 %   |
|        | Патриоты России     | 3,3 %   |
|        | Единая Россия       | 25,5 %  |
|        | КПРФ                | 42,4 %  |
|        | Справедливая Россия | 6,0 %   |
|        | Яблоко              | 15,8 %  |

| «Новая газета» не выделяла отдельно участок премьера, а анализировала его данные суммарно с участками, на которых голосовал президент и мэр, указав что их используют как витрину. Газета считает, что средний результат по ним весьма поучителен. | \| Партия \| Партия \| Процент \| \| ------ \| ------------------- \| ------- \| \| \| ЛДПР \| 6 % \| \| \| Патриоты России \| 2 % \| \| \| Единая Россия \| 37,7 % \| \| \| КПРФ \| 28,4 % \| \| \| Справедливая Россия \| 9,2 % \| \| \| Яблоко \| 14,9 % \| \| Явка \| Явка \| 22,1 % \| |         |
| Партия | Партия | Процент |
| | ЛДПР | 6 %     |
| | Патриоты России | 2 %     |
| | Единая Россия | 37,7 %  |
| | КПРФ | 28,4 %  |
| | Справедливая Россия | 9,2 %   |
| | Яблоко | 14,9 %  |
| Явка | Явка | 22,1 %  |

| Партия | Партия              | № 160   | № 161   |
| ------ | ------------------- | ------- | ------- |
|        | ЛДПР                | 5.93 %  | 14.69 % |
|        | Патриоты России     | 2.59 %  | 0.80 %  |
|        | Единая Россия       | 32.59 % | 77.82 % |
|        | КПРФ                | 28.52 % | 2.80 %  |
|        | Справедливая Россия | 8.15 %  | 1.99 %  |
|        | Яблоко              | 18.15 % | 0.90 %  |

| Партия           | Партия              | № 2515  | № 2516  |
| ---------------- | ------------------- | ------- | ------- |
|                  | ЛДПР                | 13.35 % | 1.96 %  |
|                  | Патриоты России     | 2.04 %  | 1.40 %  |
|                  | Единая Россия       | 47.06 % | 92.73 % |
|                  | КПРФ                | 21.95 % | 2.52 %  |
|                  | Справедливая Россия | 4.75 %  | 0.28 %  |
|                  | Яблоко              | 6.56 %  | 0.42 %  |
| Явка             | Явка                | 21,2 %  | 33,6 %  |
| Недействительных | Недействительных    | 4,3 %   | 0,7 %   |

#### Сравнение по партспискам и одномандатным округам
Журнал «Коммерсантъ-Власть» отмечал существенную разницу в голосовании за партийные списки и одномандатников тех же партий. Издание замечало, что в 12 из 15 округов, где выставлялись кандидаты от коммунистов, они набрали больше голосов, чем их партия, и самый удивительный, по мнению журнала, был результат в 15-м округе, где не очень известный коммунист Юрий Новиков набрал голосов на 39 % больше, чем КПРФ. Одновременно с этим в 15 из 17 округов одномандатники «Единой России» набрали меньше голосов, чем их партия. Эти казусы по мнению издания легко объясняются тем, что по одномандатным округам для победы не было особой необходимости корректировать итоги, и из-за не очень большой популярности коммунистов в столице любой кандидат от Единой
России легко бы набрал бы простое большинство. По партийным же спискам результаты коммунистов похоже сильно корректировались, отмечает журнал, так как разрыв голосов за кандидата от его партии в большинстве округов отличается от 13 % до 39 %.

#### Пересчёт голосов на участке Сергея Митрохина
На участке № 192, где голосовала семья лидера «Яблоко» Сергея Митрохина, и где ранее не было обнаружено ни одного бюллетеня за его партию, в пятницу (23 октября) по решению суда произведен пересчёт голосов, было выявлено: «Яблоко» — 16 голосов (ранее 0), ЛДПР — 3 голоса, «Патриоты России» — 1 голос, КПРФ — 67 (ранее 87).
| Партия | Партия              | Первый подсчёт | Повторный пересчёт |
| ------ | ------------------- | -------------- | ------------------ |
|        | ЛДПР                | 0 (0.00 %)     | 3 (0.29 %)         |
|        | Патриоты России     | 0 (0.00 %)     | 1 (0.01 %)         |
|        | Единая Россия       | 904 (88.63 %)  | 904 (88.63 %)      |
|        | КПРФ                | 87 (28.52 %)   | 67 (6.57 %)        |
|        | Справедливая Россия | 29 (2.84 %)    | 27 (2.65 %)        |
|        | Яблоко              | 0 (0.00 %)     | 16 (1.57 %)        |

Вероятность такой ошибки при честном подсчете голосов составляет {\displaystyle \sim 2{,}5\cdot 10^{-22}}.
Суд отменил итоги голосования на этом участке.

### Статистический анализ итогов

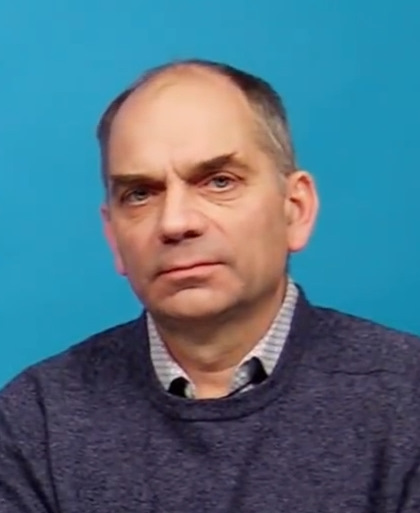
Сергей Шпилькин

Гистограмма показывающая количество участков с определённой явкой

Зависимость результатов партий от явки на участки

Гистограмма показывающая количество участков
с тем или иным результатом «Единой России»

Любые выборы — это огромное количество данных, причём массив данных можно разбивать на бесчисленное количество подкатегорий, и всё равно каждая из них в отдельности будет содержать значимое количество данных. После выборов в московскую городскую думу 2009 года статистический анализ результатов вновь стал популярен. Некоторые блогеры и печатные издания посветили статьи этой теме.
Наибольшую известность получили посты медицинского статистика Андрея Герасимова, Uborshizzza, и публикации Сергея Шпилькина, Podmoskovnik.

#### Исследование явки
Часть исследователей обратило своё внимание на график количества участков, разложенных по явке. Гистограмма 2009 года, в отличие от выборов 2005 года, не носит вид нормального распределения. Распределение по явке избирателей всех партий, кроме Единой России, похоже на обычное гауссово, а за партию власти, по мнению математика Сергея Шпилькина, явка не похожа ни на что разумное. Это свидетельствует, что явка на этих выборах носила не естественный, а искусственный характер.

#### Исследованные зависимости результата партии от явки
Другим этапом статистических исследований являлось построение графика распределения участков в зависимости от явки и результата той или иной партии на нём в процентах от списочного состава.
В результате построения графика получается, что для всех партий, кроме Единой России, характерна одна и та же форма. С ростом явки количество голосующих за другие партии остаётся постоянным, а все дополнительные голоса, появляющиеся при росте явки, отходят к партии власти. Сергей Шпилькин нашёл аналогичный эффект не только на выборах в московскую городскую думу 2009 года, но и на президентских выборах 2008 года и на выборах в Государственную думу 2007 года.
Газета «Аргументы и факты» приводила аналогичный график со ссылкой на Андрея Герасимова и выражала недоумение по поводу настолько четкой разницы между явкой за партию власти и другими партиями.
Газета «Ведомости» отмечала, что такой простой график позволяет предполагать, что за Единую Россию вбросили сотни тысяч бюллетеней. В принципе, сообщала газета, такой эффект можно было бы объяснить как-то иначе, но сравнение с предыдущими выборами показывает, что никакие другие версии не возможны.

#### Распределение участков по процентам за «Единую Россию»
«Независимая газета» так же публиковала гистограмму, распределения участков по результатам партии власти, и отмечала что на графике хорошо видны «пики» в областях 65, 70, 74-75, 78-80 и 85 процентов. В публикации отмечалось, что это позволяет предполагать административную установку. Это не первый случай когда на различных графиках вдруг обнаруживались локальные максимумы, в точках кратных 5 %.
Сергей Шпилькин указывал, что выявление таких пиков трудно объяснить статистическими механизмами, но тривиально с позиции человеческой психологии — стремлением нарисовать «красивые» цифры в отчетности.

#### Критика статистических методов
С критикой метаматических методов анализа результатов выборов выступили политолог Виталий Иванов, генеральный директор ВЦИОМ Валерий Федоров, политолог Дмитрий Орлов и политолог Дмитрий Бадовский.

##### Ответ на критику статистических методов
Политолог Григорий Голосов отмечал, что таким образом можно диагностировать фальсификаций, но доказательством такой способ не является, и он работает только если авторы фальсификаций не знают о нём или не придают большого значения, а так в принципе его можно легко обойти.
Кандидат юридических наук, эксперт Ассоциации «ГОЛОС», Аркадий Любарев считал, что хотя результаты статистических исследований не являются юридическим доказательством, так как не в состоянии предъявить конкретные факты фальсификаций, тем не менее они могут использоваться для диагностики, для выявления того, имели место фальсификации или нет, а также для оценки объёма злоупотреблений. Юрист полагал, что методология исследований достаточно подробно изложена, а также считал, что электоральная математика как научная дисциплина находится лишь в стадии становления, особенно в России, поэтому неудивительно, что в данный момент её развивают и математики, и юристы, и географы и т. д..

### Ответ на утверждения о массовых фальсификациях
Однако число таких нарушений со стороны оппозиции намного больше, чем со стороны представителей «Единой России».Андрей Исаев

## Альтернативные оценки
1. Компания «ИМА-Консалтинг» проводила экзит-полл во время выборов[89][90]. Интервьюеры опрашивали москвичей на выходах с 500 участков[91]. Генеральный директор компании, Вартан Саркисов, сообщал, что по их опросам в московский парламент проходит три партии[89][90]. Данные exit-polls публиковались во многих источниках[89][90][91][92][93].
На сайте компании утверждается, что она получила благодарность за большой вклад в победу партии «Единая Россия» на выборах в Мосгордуму 5 созыва[94], документ выписан на имя Вартана Саркисова и подписан Юрием Лужковым[95].
2. Общественная организация «Поколение Ай Пи» проводило своё исследование[93]. Активисты организации провели экзит-поллы на 66 участках[91]. Результаты цитировались информационными агентствами[91][93].
3. Газета «Аргументы и факты» проводила исследование данных выборов[41]. С повышением числа пришедших на участок, растёт процент тех, кто проголосовал за Единую Россию, от общего количества зарегистрированных избирателей, такая зависимость настолько очевидная, что от неё просто невозможно отмахнуться, считаю журналисты «АиФ»[41]. После превышения определённого естественного порога явки люди резко начинали голосовать только за правящую партию, что вызывает вопросы[41]. Поэтому если взять 146 участков с наименьшей явкой, то картина будет очень сильно отличаться от общемосковской[41]. Явка по этим участкам составляла менее 20 %[69].
4. Левада-Центр проводил репрезентативный опрос 1000 москвичей, после выборов[46]. Основываясь на своём многолетнем опыте по обработке данных предвыборных и послевыборных исследований, они составили собственную оценку результатов выборов[46]. По мнению замдиректора центра Алексея Гражданкина, результаты позволяли говорить о фальсификации результатов выборов[86].
Дмитрий Орешкин в 2013 году отмечал, что Левада-Центр свою оценку явки на этих выборах мог завысить, так как опирался в своих расчетах на поправочный коэффициент между явкой по послевыборным опросам и официальным итогом выборов 2005 года, а на них так же могли быть приписки, хотя и меньшего масштаба[96].
5. Математик Сергей Шпилькин провёл собственное статистическое исследование официальных данных по всем участкам, и пришел в выводу что они содержат аномалии[43]. Он выяснил, что явка избирателей на участки не подчиняется нормальному распределению[43]. Он попытался скорректировать официальные результаты[43]. Его выводы активно цитировались в прессе[42][43][49][62].
6. ВЦИОМ проводил SMS-экзит-полл в день выборов[97]. Гендиректор ВЦИОМ, Валерий Федоров, отмечал, что они не ставили себе целью понять, сколько за кого проголосовали, а лишь обкатывали новую технологию[98]. Никаких объективных данных о фальсификациях выборов, специалист не видел[98]. Социологи считают, что в таких опросах принимают участие, как правило, наиболее активные граждане[46][99]. Директор по коммуникациям ВЦИОМ Ольга Каменчук замечала, что хотя они пытались захватить все возрастные группы, но скорей всего получили только разбивку по молодежи[100]. Тем не менее результаты экзит-полл цитировались в прессе[47][69][89][97][99][100], Новая газета отмечала, что их результаты довольно удачно совпадают с результатами на участках с маленькой неактивной явкой[47].

| Партия | Партия              | Официальный итог | Экзит-полл «ИМА- Консалтинг» | Экзит-полл «Поколение Ай Пи» | 146 участков с наименьшей явкой («АиФ») | Оценка Левада-Центр | Оценка Сергея Шпилькина | Цифры ВЦИОМ |
| ------ | ------------------- | ---------------- | ---------------------------- | ---------------------------- | --------------------------------------- | ------------------- | ----------------------- | ----------- |
|        | ЛДПР                | 6.13 %           | 9,3 %                        | 10,9 %                       | 9,8 %                                   | 11,8 %              | 9,82 %                  | 8,4 %       |
|        | Патриоты России     | 1.81 %           | нет данных                   | 1,9 %                        | 3,1 %                                   | 0,7 %               | 2,90 %                  | 4,4 %       |
|        | Единая Россия       | 66.25 %          | 55,4 %                       | 51,8 %                       | 46,4 %                                  | 46,1 %              | 45,95 %                 | 45,2 %      |
|        | КПРФ                | 13.30 %          | 17 %                         | 20,6 %                       | 21,0 %                                  | 27,1 %              | 21,29 %                 | 17,7 %      |
|        | Справедливая Россия | 5.33 %           | 6,8 %                        | 8,3 %                        | 8,0 %                                   | 7,9 %               | 8,54 %                  | 10,7 %      |
|        | Яблоко              | 4.71 %           | 6,4 %                        | 7,2 %                        | 8,3 %                                   | 3,9 %               | 7,54 %                  | 13,6 %      |
| Явка   | Явка                | 35,3 %           |                              |                              |                                         | 31 %                | 22 %                    |             |